# Andreas Gerl
Andreas Gerl (* 11. November 1943 in Fürstenwalde/Spree) ist ein deutscher Politiker (SPD).
Gerl machte 1963 das Abitur und studierte anschließend Jura in der Freien Universität Berlin. 1968 legte er die Erste Staatsprüfung und 1972 die Zweite Staatsprüfung ab. 1975 promovierte er zum Dr. jur.
Während des Studiums trat Gerl 1963 der SPD bei. Im Mai 1973 rückte er in das Abgeordnetenhaus von Berlin nach, da Werner Heubaum als Senatsdirektor aus dem Parlament ausschied. Bei der anschließenden Wahl 1975 gewann er das Direktmandat für den Wahlkreis Schöneberg 2. 1990 schied Gerl aus dem Parlament aus.
Gerl war von 1995 bis 2010 Honorarkonsul von Nicaragua.